# Andrea Pereira
Andrea Pereira Cejudo (Barcelona, 19 de septiembre de 1993) es una futbolista española. Juega como defensa en el Club de Fútbol Pachuca Femenil de la Liga MX Femenil Hasta 2022 es internacional absoluta con la selección española.

## Biografía
Nació el 19 de septiembre de 1993 en Barcelona, España. Empezó a practicar gimnasia cuando era pequeña y con 7 años se apuntó al equipo de fútbol de su colegio, donde jugó con chicos. Cuando iba al instituto, a los 12 años, le diagnosticaron diabetes tipo 1, enfermedad con la que convive a día de hoy y que no le ha impedido desarrollar su carrera como futbolista profesional.
Actualmente compagina el deporte de élite con la carrera de derecho, que estudia a distancia. Además, es graduada en Administración y dirección de empresas.

## Trayectoria

### R. C. D. Espanyol
Comenzó su carrera profesional en el Espanyol, equipo en el que jugó durante siete temporadas. Debutó con el primer equipo en la temporada 2011-2012, después de pasar por categorías inferiores del club. Siendo una de las piezas claves de la plantilla, Pereira ejerció como capitana del equipo la última temporada que jugó en el club. Ese mismo año fue llamada por la selección absoluta, con tan solo 22 años.
Con 19 tuvo una fractura en el peroné que la apartó cuatro meses de la competición. En 2012 se proclamó campeona de la Copa de la Reina.

### Atlético de Madrid
En julio de 2016 el club madrileño anunció la incorporación de Pereira, procedente del Espanyol. En su primera temporada en el club, Pereira se proclamó campeona de liga junto a sus compañeras.
En su segunda temporada en el club fue una de las indiscutibles para el entrenador. En octubre de 2017 sufrió una lesión muscular en el recto anterior del muslo izquierdo que la mantuvo alejada de los terrenos de juego durante un mes. Las rojiblancas terminaron la temporada ganando su segunda liga consecutiva.

### F. C. Barcelona
En verano de 2018 se anunció su fichaje por el Fútbol Club Barcelona. Desde su llegada ha tenido un papel principal en el equipo, formando dupla de centrales con la aragonesa Mapi León. Las azulgrana terminaron la temporada siendo subcampeonas de liga y de Copa de la Reina; en ambas competiciones fueron superadas por el Atlético de Madrid. También fueron subcampeonas de Europa tras perder en la final de la Liga de Campeones 4-1 frente al Olympique de Lyon.
La temporada 2019/2020 empezó con el título de la Supercopa de España para el conjunto dirigido por Lluís Cortes. En mayo se proclamaron campeonas de la liga Iberdrola tras la cancelación de la competición debido a la pandemia por la Covid-19. También la ronda final de la Copa de la Reina fue aplazada hasta febrero de 2021. Tras conseguir llegar a la final, las azulgrana levantaron su tercer título de la temporada después de ganar al Escuela de Fútbol Logroño por 3-0. En junio de 2020 el club anunció, a través de sus canales oficiales, la renovación de Pereira hasta 2023.
En enero de 2021 se jugó, en formato final a 4, la segunda edición de la Supercopa de España. El equipo jugó la semifinal frente al Atlético de Madrid, en un partido que terminó con empate a 1 gracias a un gol de falta de Putellas a escasos minutos para el término del encuentro. Las azulgranas quedaron eliminadas en la tanda de penaltis y no pudieron revalidar el título de la campaña anterior. En marzo de 2021, el equipo se clasificó para jugar las semifinales de la Liga de Campeones tras eliminar en cuartos de final al Manchester City. A pesar de no poder jugar el partido por sanción, el 16 de mayo de 2021 se proclamó campeona de Europa con sus compañeras después de ganar al Chelsea por un abultado 0-4.

## Selección nacional
En 2016 fue convocada por primera vez por la selección nacional absoluta.

## Estadísticas

### Clubes
Actualizado al último partido disputado el 29 de mayo de 2022.
| Club                        | Div.                | Temporada           | Liga  | Liga  | Copa  | Copa  | Continental | Continental | Total | Total |
| Club                        | Div.                | Temporada           | Part. | Goles | Part. | Goles | Part.       | Goles       | Part. | Goles |
| --------------------------- | ------------------- | ------------------- | ----- | ----- | ----- | ----- | ----------- | ----------- | ----- | ----- |
| R. C. D. Espanyol · España  | 1.ª                 | 2009-10             | 4     | 0     | -     | -     | -           | -           | 4     | 0     |
| R. C. D. Espanyol · España  | 1.ª                 | 2010-11             | 22    | 0     | -     | -     | -           | -           | 22    | 0     |
| R. C. D. Espanyol · España  | 1.ª                 | 2011-12             | 12    | 0     | -     | -     | -           | -           | 12    | 0     |
| R. C. D. Espanyol · España  | 1.ª                 | 2012-13             | 22    | 0     | -     | -     | -           | -           | 22    | 0     |
| R. C. D. Espanyol · España  | 1.ª                 | 2013-14             | 26    | 1     | -     | -     | -           | -           | 26    | 1     |
| R. C. D. Espanyol · España  | 1.ª                 | 2014-15             | 28    | 5     | -     | -     | -           | -           | 28    | 5     |
| R. C. D. Espanyol · España  | 1.ª                 | 2015-16             | 24    | 0     | -     | -     | -           | -           | 24    | 0     |
| R. C. D. Espanyol · España  | Total               | Total               | 138   | 6     | -     | -     | -           | -           | 138   | 6     |
| Atlético de Madrid · España | 1.ª                 | 2016-17             | 27    | 0     | -     | -     | -           | -           | 27    | 0     |
| Atlético de Madrid · España | 1.ª                 | 2017-18             | 23    | 0     | 4     | 0     | 1           | 0           | 28    | 0     |
| Atlético de Madrid · España | Total               | Total               | 50    | 0     | 4     | 0     | 1           | 0           | 55    | 0     |
| F. C. Barcelona · España    | 1.ª                 | 2018-19             | 23    | 0     | 1     | 0     | 9           | 0           | 33    | 0     |
| F. C. Barcelona · España    | 1.ª                 | 2019-20             | 16    | 0     | 6     | 0     | 5           | 0           | 27    | 0     |
| F. C. Barcelona · España    | 1.ª                 | 2020-21             | 28    | 0     | 3     | 0     | 8           | 0           | 39    | 0     |
| F. C. Barcelona · España    | 1.ª                 | 2021-22             | 19    | 0     | 4     | 0     | 6           | 0           | 29    | 0     |
| F. C. Barcelona · España    | Total               | Total               | 86    | 0     | 14    | 0     | 28          | 0           | 128   | 0     |
| Club América Femenil México | 1.ª                 | 2022-23             | 79    | 22    | -     | -     | -           | -           | 79    | 22    |
| Club América Femenil México | Total               | Total               | 79    | 22    | -     | -     | -           | -           | 79    | 22    |
| Total en su carrera         | Total en su carrera | Total en su carrera | 353   | 27    | 18    | 0     | 29          | 0           | 400   | 27    |

## Palmarés

### Campeonatos nacionales
| Título                       | Club               | País           | Año  |
| ---------------------------- | ------------------ | -------------- | ---- |
| Copa de la Reina             | R.C.D Espanyol     | España         | 2012 |
| Primera División             | Atlético de Madrid | España         | 2017 |
| Primera División             | Atlético de Madrid | España         | 2018 |
| Supercopa de España          | F. C. Barcelona    | España         | 2020 |
| Primera División             | F. C. Barcelona    | España         | 2020 |
| Copa de la Reina             | F. C. Barcelona    | España         | 2020 |
| Primera División             | F. C. Barcelona    | España         | 2021 |
| Supercopa de España          | F. C. Barcelona    | España         | 2022 |
| Primera Iberdrola            | F. C. Barcelona    | España         | 2022 |
| Liga MX Femenil              | C. América         | México         | 2023 |
| Liga MX Femenil              | Pachuca            | México         | 2025 |
| Campeón de Campeones Femenil | Pachuca            | Estados Unidos | 2025 |

### Campeonatos internacionales
| Título            | Equipo          | Sede   | Año  |
| ----------------- | --------------- | ------ | ---- |
| Liga de Campeones | F. C. Barcelona | Suecia | 2021 |